# Liste der Kulturdenkmäler in Obernhof
In der Liste der Kulturdenkmäler in Obernhof sind alle Kulturdenkmäler der rheinland-pfälzischen Ortsgemeinde Obernhof aufgeführt. Grundlage ist die Denkmalliste des Landes Rheinland-Pfalz (Stand: 8. Dezember 2023).

## Einzeldenkmäler
| Bezeichnung              | Lage                                     | Baujahr                            | Beschreibung | Bild                           |
| ------------------------ | ---------------------------------------- | ---------------------------------- | --- | ------------------------------ |
| Wohnhaus                 | Bahnhofstraße 1 Lage                     | um 1860                            | Bahnbedienstetenwohnhaus; zweieinhalbgeschossiger Typenbau, um 1860 | BW                             |
| Bahnhof Obernhof (Lahn)  | Bahnhofstraße 6 Lage                     | 1861                               | Bahnhof der Lahnbahn, 1861; spätklassizistisches Empfangsgebäude mit Güterschuppen, Nebengebäude | weitere Bilder Fotos hochladen |
| Wohnhaus                 | Borngasse 1 Lage                         | 1768                               | Fachwerkhaus, teilweise massiv, bezeichnet 1768 | Fotos hochladen                |
| Wohnhaus                 | Borngasse 2 Lage                         | 17. oder 18. Jahrhundert           | Fachwerkhaus, verputzt, wohl aus dem 17. oder 18. Jahrhundert | Fotos hochladen                |
| Brunnen                  | Borngasse, bei Nr. 2 Lage                | zweite Hälfte des 19. Jahrhunderts | gusseiserner Pumpbrunnen, zweite Hälfte des 19. Jahrhunderts | weitere Bilder Fotos hochladen |
| Wohnhaus                 | Borngasse 3 Lage                         | 17. oder 18. Jahrhundert           | Fachwerkhaus, teilweise verputzt, 17. oder 18. Jahrhundert | Fotos hochladen                |
| Wohnhaus                 | Borngasse 5 Lage                         | 19. Jahrhundert                    | Fachwerkhaus, 19. Jahrhundert | BW                             |
| Eisenbahnbrücke          | Hauptstraße Lage                         | an 1862                            | Eisenbahnbrücke über die Lahn, Stahlfachwerk-Konstruktion, 1928/29, auf Strompfeilern von 1862; nach Kriegszerstörung 1946 wiederhergestellt | weitere Bilder Fotos hochladen |
| Evangelische Pfarrkirche | Hauptstraße Lage                         | um 1700                            | dreiachsiger Mansarddachbau, wohl um 1700 | weitere Bilder Fotos hochladen |
| Wohnhaus                 | Hauptstraße 5 Lage                       | 1567                               | schmales Fachwerkhaus, verputzt, dendrodatiert 1567 | BW                             |
| Wohnhaus                 | Hauptstraße 8 Lage                       | 17. Jahrhundert                    | Fachwerkhaus mit geschlossenem Hallenerdgeschoss, 17. Jahrhundert | BW                             |
| Hofanlage                | Hauptstraße 12 Lage                      | 17. oder 18. Jahrhundert           | Fachwerkhaus mit geschlossenem Hallenerdgeschoss, verputzt, wohl aus dem 17. oder 18. Jahrhundert, Fachwerkscheune, teilweise massiv, 18. Jahrhundert | BW                             |
| Wohn- und Gasthaus       | Hauptstraße 15 Lage                      | 1765                               | Fachwerkhaus mit Eingangsvorbau, 1765, sowie Fachwerk-Gasthaus, teilweise verschiefert, mit Laube, 1909 | Fotos hochladen                |
| Wohnhaus                 | Hauptstraße 19 Lage                      | 18. Jahrhundert                    | Fachwerkhaus, teilweise massiv, 18. Jahrhundert | Fotos hochladen                |
| Wohnhaus                 | Hauptstraße 24 Lage                      | 17. oder 18. Jahrhundert           | Fachwerkhaus, verputzt und verschiefert, wohl aus dem 17. oder 18. Jahrhundert | Fotos hochladen                |
| Wohnhaus                 | Hauptstraße 26/27 Lage                   | 17. oder 18. Jahrhundert           | Fachwerkhaus, verputzt, teilweise wohl aus dem 17. oder 18. Jahrhundert | Fotos hochladen                |
| Wohnhaus                 | Hauptstraße 28 Lage                      | 18. Jahrhundert                    | Fachwerkhaus, teilweise massiv, 18. Jahrhundert | Fotos hochladen                |
| Wohnhaus                 | Hauptstraße 29 Lage                      | 19. Jahrhundert                    | Fachwerkhaus, teilweise massiv, 19. Jahrhundert | Fotos hochladen                |
| Wohnhaus                 | Oberstraße 4 Lage                        | um 1600                            | Fachwerkhaus mit geschlossenem Hallenerdgeschoss, teilweise massiv, um 1600 | BW                             |
| Wohnhaus                 | Oberstraße 6 Lage                        | 17. oder 18. Jahrhundert           | Fachwerkhaus, verputzt, wohl aus dem 17. oder 18. Jahrhundert | BW                             |
| Rathaus                  | Oberstraße 7 Lage                        | um 1860/70                         | spätklassizistischer Putzbau, um 1860/70 | BW                             |
| Wohnhaus                 | Oberstraße 10 Lage                       | 18. Jahrhundert                    | Fachwerkhaus, teilweise massiv, 18. Jahrhundert | BW                             |
| Obernhofer Hütte         | nordöstlich des Ortes im Gelbachtal Lage | 18. Jahrhundert                    | Eisenhütte, 18. Jahrhundert | BW                             |
| Burg Langenau            | südwestlich des Ortes an der B 417 Lage  | Mitte des 14. Jahrhunderts         | ehemalige Wasserburg, im Wesentlichen wohl um die Mitte des 14. Jahrhunderts, Hauptturm eventuell noch aus dem 13. Jahrhundert, trapezförmiger Bering, Schildmauer, quadratischer Turm, quadratischer Eckturm, dreigeschossiger Torturm; Zwinger mit vier Schalentürmen; mittelalterlicher Wohnbau 1698 zu dreigeschossigem Schlossbau erweitert, Architekt eventuell Hofbaumeister Johann Christoph Sebastiani; hakenförmiges Fachwerk-Wirtschaftsgebäude, Ende des 16. Jahrhunderts, ähnlicher Fachwerkbau an den Torturm anschließend | weitere Bilder Fotos hochladen |